# داني لي
داني لي (بالإنجليزية: Danny Lee)‏ (و. 1952 – م) هو ممثل، ومصور سينمائي، ومنتج أفلام، ومخرج سينمائي، وكاتب سيناريو، من جمهورية الصين الشعبية، ولد في شانغهاي.

## جوائز
حصل على جوائز منها:
- جائزة الحصان الذهبي لأفضل ممثل رئيسي [الإنجليزية]‏، عن عمل: Law with Two Phases [الإنجليزية]‏ (1984).[4]

## وصلات خارجية
- داني لي على موقع IMDb (الإنجليزية)
- داني لي على موقع روتن توميتوز (الإنجليزية)
- داني لي على موقع ألو سيني (الفرنسية)
- داني لي على موقع أول موفي (الإنجليزية)
- داني لي على موقع قاعدة بيانات الفيلم (الإنجليزية)
- داني لي على موقع كينوبويسك (الروسية)